# Gran Premio motociclistico del Qatar 2023
Il Gran Premio motociclistico del Qatar 2023 è stata la diciannovesima prova del motomondiale del 2023. Le vittorie nelle tre classi sono andate a: Jorge Martín nella Sprint e Fabio Di Giannantonio nella gara della MotoGP, Fermín Aldeguer in Moto2 e Jaume Masiá in Moto3.
Con questa vittoria, la decima in categoria e carriera, Jaume Masiá si laurea Campione del Mondo della Moto3. È il primo pilota a vincere la categoria disputandoci oltre 100 gare, e l'ottavo spagnolo a riuscirci. Dopo quattro anni, il team Honda torna a trionfare in Moto3.

## MotoGP

### Sprint

#### Arrivati al traguardo
| Pos. | Nº | Pilota                | Squadra                     | Motocicletta       | Giri | Tempo     | Griglia | Punti |
| ---- | -- | --------------------- | --------------------------- | ------------------ | ---- | --------- | ------- | ----- |
| 1º   | 89 | Jorge Martín          | Prima Pramac Racing         | Ducati Desmosedici | 11   | 20'52.634 | 5º      | 12    |
| 2º   | 49 | Fabio Di Giannantonio | Gresini Racing              | Ducati Desmosedici | 11   | +0.391    | 2º      | 9     |
| 3º   | 10 | Luca Marini           | Mooney VR46 Racing          | Ducati Desmosedici | 11   | +2.875    | 1º      | 7     |
| 4º   | 73 | Álex Márquez          | Gresini Racing              | Ducati Desmosedici | 11   | +3.370    | 3º      | 6     |
| 5º   | 1  | Francesco Bagnaia     | Ducati Lenovo               | Ducati Desmosedici | 11   | +3.957    | 4º      | 5     |
| 6º   | 12 | Maverick Viñales      | Aprilia Racing              | Aprilia RS-GP      | 11   | +4.239    | 8º      | 4     |
| 7º   | 33 | Brad Binder           | Red Bull KTM Factory Racing | KTM RC16           | 11   | +5.761    | 11º     | 3     |
| 8º   | 20 | Fabio Quartararo      | Monster Energy Yamaha       | Yamaha YZR-M1      | 11   | +6.454    | 14º     | 2     |
| 9º   | 37 | Augusto Fernández     | GasGas Factory Racing Tech3 | KTM RC16           | 11   | +8.285    | 12º     | 1     |
| 10º  | 5  | Johann Zarco          | Prima Pramac Racing         | Ducati Desmosedici | 11   | +8.314    | 6º      |       |
| 11º  | 93 | Marc Márquez          | Repsol Honda                | Honda RC213V       | 11   | +9.596    | 7º      |       |
| 12º  | 43 | Jack Miller           | Red Bull KTM Factory Racing | KTM RC16           | 11   | +10.173   | 16º     |       |
| 13º  | 72 | Marco Bezzecchi       | Mooney VR46 Racing          | Ducati Desmosedici | 11   | +10.646   | 13º     |       |
| 14º  | 25 | Raúl Fernández        | CryptoData RNF              | Aprilia RS-GP      | 11   | +11.117   | 9º      |       |
| 15º  | 21 | Franco Morbidelli     | Monster Energy Yamaha       | Yamaha YZR-M1      | 11   | +12.163   | 18º     |       |
| 16º  | 44 | Pol Espargaró         | GasGas Factory Racing Tech3 | KTM RC16           | 11   | +12.745   | 19º     |       |
| 17º  | 27 | Iker Lecuona          | LCR Honda Idemitsu          | Honda RC213V       | 11   | +19.285   | 21º     |       |
| 18º  | 30 | Takaaki Nakagami      | LCR Honda Idemitsu          | Honda RC213V       | 11   | +26.238   | 22º     |       |
| 19º  | 36 | Joan Mir              | Repsol Honda                | Honda RC213V       | 11   | +28.446   | 20º     |       |
| 20º  | 23 | Enea Bastianini       | Ducati Lenovo               | Ducati Desmosedici | 11   | +35.553   | 15º     |       |

#### Ritirati
| Nº | Pilota          | Squadra        | Motocicletta  | Giri | Griglia |
| -- | --------------- | -------------- | ------------- | ---- | ------- |
| 41 | Aleix Espargaró | Aprilia Racing | Aprilia RS-GP | 1    | 10º     |
| 88 | Miguel Oliveira | CryptoData RNF | Aprilia RS-GP | 0    | 17º     |

### Gara

#### Arrivati al traguardo
| Pos. | Nº | Pilota                | Squadra                     | Motocicletta       | Giri | Tempo     | Griglia | Punti |
| ---- | -- | --------------------- | --------------------------- | ------------------ | ---- | --------- | ------- | ----- |
| 1º   | 49 | Fabio Di Giannantonio | Gresini Racing              | Ducati Desmosedici | 22   | 41'43.654 | 2º      | 25    |
| 2º   | 1  | Francesco Bagnaia     | Ducati Lenovo               | Ducati Desmosedici | 22   | +2.734    | 4º      | 20    |
| 3º   | 10 | Luca Marini           | Mooney VR46 Racing          | Ducati Desmosedici | 22   | +4.408    | 1º      | 16    |
| 4º   | 12 | Maverick Viñales      | Aprilia Racing              | Aprilia RS-GP      | 22   | +4.488    | 8º      | 13    |
| 5º   | 33 | Brad Binder           | Red Bull KTM Factory Racing | KTM RC16           | 22   | +7.246    | 11º     | 11    |
| 6º   | 73 | Álex Márquez          | Gresini Racing              | Ducati Desmosedici | 22   | +7.620    | 3º      | 10    |
| 7º   | 20 | Fabio Quartararo      | Monster Energy Yamaha       | Yamaha YZR-M1      | 22   | +7.828    | 14º     | 9     |
| 8º   | 23 | Enea Bastianini       | Ducati Lenovo               | Ducati Desmosedici | 22   | +8.239    | 15º     | 8     |
| 9º   | 43 | Jack Miller           | Red Bull KTM Factory Racing | KTM RC16           | 22   | +11.509   | 16º     | 7     |
| 10º  | 89 | Jorge Martín          | Prima Pramac Racing         | Ducati Desmosedici | 22   | +14.819   | 5º      | 6     |
| 11º  | 93 | Marc Márquez          | Repsol Honda                | Honda RC213V       | 22   | +14.964   | 7º      | 5     |
| 12º  | 5  | Johann Zarco          | Prima Pramac Racing         | Ducati Desmosedici | 22   | +17.431   | 6º      | 4     |
| 13º  | 72 | Marco Bezzecchi       | Mooney VR46 Racing          | Ducati Desmosedici | 22   | +17.807   | 13º     | 3     |
| 14º  | 36 | Joan Mir              | Repsol Honda                | Honda RC213V       | 22   | +18.673   | 20º     | 2     |
| 15º  | 37 | Augusto Fernández     | GasGas Factory Racing Tech3 | KTM RC16           | 22   | +21.455   | 12º     | 1     |
| 16º  | 21 | Franco Morbidelli     | Monster Energy Yamaha       | Yamaha YZR-M1      | 22   | +21.474   | 18º     |       |
| 17º  | 25 | Raúl Fernández        | CryptoData RNF              | Aprilia RS-GP      | 22   | +22.142   | 9º      |       |
| 18º  | 44 | Pol Espargaró         | GasGas Factory Racing Tech3 | KTM RC16           | 22   | +27.194   | 19º     |       |
| 19º  | 30 | Takaaki Nakagami      | LCR Honda Idemitsu          | Honda RC213V       | 22   | +27.740   | 22º     |       |

#### Ritirati
| Nº | Pilota          | Squadra            | Motocicletta  | Giri | Griglia |
| -- | --------------- | ------------------ | ------------- | ---- | ------- |
| 41 | Aleix Espargaró | Aprilia Racing     | Aprilia RS-GP | 6    | 10º     |
| 27 | Iker Lecuona    | LCR Honda Idemitsu | Honda RC213V  | 0    | 21º     |

## Moto2

### Arrivati al traguardo
| Pos. | Nº | Pilota                  | Squadra                          | Motocicletta | Giri | Tempo     | Griglia | Punti |
| ---- | -- | ----------------------- | -------------------------------- | ------------ | ---- | --------- | ------- | ----- |
| 1º   | 14 | Fermín Alderguer        | GT Trevisan Speed Up             | Boscoscuro   | 18   | 35'32.117 | 4°      | 25    |
| 2º   | 18 | Manuel González         | Correos Prepago Yamaha VR46 Team | Kalex        | 18   | +2.643    | 9°      | 20    |
| 3º   | 40 | Arón Canet              | Pons Wegow Los40                 | Kalex        | 18   | +2.652    | 3°      | 16    |
| 4º   | 79 | Ai Ogura                | IDEMITSU Honda Team Asia         | Kalex        | 18   | +4.585    | 12°     | 13    |
| 5º   | 96 | Jake Dixon              | GASGAS Aspar Team                | Kalex        | 18   | +4.645    | 6°      | 11    |
| 6º   | 13 | Celestino Vietti        | Fantic Racing                    | Kalex        | 18   | +5.936    | 2°      | 10    |
| 7º   | 35 | Somkiat Chantra         | IDEMITSU Honda Team Asia         | Kalex        | 18   | +6.212    | 13°     | 9     |
| 8°   | 37 | Pedro Acosta            | Red Bull KTM Ajo                 | Kalex        | 18   | +6.598    | 7°      | 8     |
| 9º   | 21 | Alonso López            | GT Trevisan Speed Up             | Boscoscuro   | 18   | +7.269    | 10°     | 7     |
| 10º  | 14 | Tony Arbolino           | ELF Marc VDS Racing Team         | Kalex        | 18   | +11.302   | 11°     | 6     |
| 11º  | 16 | Joe Roberts             | Italtrans Racing Team            | Kalex        | 18   | +11.565   | 1°      | 5     |
| 12º  | 22 | Sam Lowes               | ELF Marc VDS Racing Team         | Kalex        | 18   | +11.663   | 5°      | 4     |
| 13º  | 24 | Marcos Ramírez          | OnlyFans American Racing         | Kalex        | 18   | +16.105   | 8°      | 3     |
| 14º  | 15 | Darryn Binder           | Liqui Moly Husqvarna Intact GP   | Kalex        | 18   | +16.306   | 20°     | 2     |
| 15º  | 52 | Jeremy Alcoba           | QJMotor Gresini                  | Kalex        | 18   | +19.293   | 19°     | 1     |
| 16º  | 71 | Dennis Foggia           | Italtrans Racing Team            | Kalex        | 18   | +19.513   | 23°     |       |
| 17º  | 11 | Sergio García           | Pons Wegow Los40                 | Kalex        | 18   | +19.602   | 21°     |       |
| 18º  | 7  | Barry Baltus            | Fieten Olie Racing GP            | Kalex        | 18   | +19.968   | 16°     |       |
| 19º  | 84 | Zonta van den Goorbergh | Fieten Olie Racing GP            | Kalex        | 18   | +23.303   | 14°     |       |
| 20º  | 17 | Álex Escrig             | Forward Team                     | Forward      | 18   | +25.075   | 15°     |       |
| 21°  | 75 | Albert Arenas           | Red Bull KTM Ajo                 | Kalex        | 18   | +28.571   | 22°     |       |
| 22°  | 64 | Bo Bendsneyder          | Pertamina Mandalika SAG Team     | Kalex        | 18   | +28.636   | 25°     |       |
| 23°  | 28 | Izan Guevara            | GASGAS Aspar Team                | Kalex        | 18   | +30.571   | 24°     |       |
| 24°  | 33 | Rory Skinner            | OnlyFans American Racing         | Kalex        | 18   | +32.413   | 29°     |       |
| 25°  | 23 | Taiga Hada              | Pertamina Mandalika SAG Team     | Kalex        | 18   | +35.127   | 28°     |       |
| 26°  | 9  | Mattia Casadei          | Fantic Racing                    | Kalex        | 18   | +36.741   | 27°     |       |

### Ritirati
| Nº | Pilota           | Squadra                          | Motocicletta | Giri | Griglia |
| -- | ---------------- | -------------------------------- | ------------ | ---- | ------- |
| 5  | Kōta Nozane      | Correos Prepago Yamaha VR46 Team | Kalex        | 11   | 30°     |
| 3  | Lukas Tulovic    | Liqui Moly Husqvarna Intact GP   | Kalex        | 7    | 17°     |
| 4  | Sean Dylan Kelly | Forward Team                     | Forward      | 4    | 26°     |

### Non partito
| Nº | Pilota      | Squadra         | Motocicletta | Griglia |
| -- | ----------- | --------------- | ------------ | ------- |
| 12 | Filip Salač | QJMotor Gresini | Kalex        | 18°     |

## Moto3

### Arrivati al traguardo
| Pos. | Nº | Pilota             | Squadra                        | Motocicletta  | Giri | Tempo     | Griglia | Punti |
| ---- | -- | ------------------ | ------------------------------ | ------------- | ---- | --------- | ------- | ----- |
| 1°   | 5  | Jaume Masiá        | Leopard Racing                 | Honda NSF250R | 16   | 33'50.694 | 10°     | 25    |
| 2°   | 80 | David Alonso       | GasGas Aspar Team              | Gas Gas       | 16   | +0.068    | 12°     | 20    |
| 3°   | 53 | Deniz Öncü         | Red Bull KTM Ajo               | KTM RC 250 GP | 16   | +0.163    | 3°      | 16    |
| 4°   | 54 | Riccardo Rossi     | SIC58 Squadra Corse            | Honda NSF250R | 16   | +0.285    | 18°     | 13    |
| 5º   | 21 | Vicente Pérez      | Boé Motorsports                | KTM RC 250 GP | 16   | +1.553    | 11°     | 11    |
| 6º   | 71 | Ayumu Sasaki       | Liqui Moly Husqvarna Intact GP | Husqvarna     | 16   | +1.566    | 4°      | 10    |
| 7º   | 18 | Matteo Bertelle    | Rivacold Snipers Team          | Honda NSF250R | 16   | +1.725    | 8°      | 7     |
| 8º   | 27 | Kaito Toba         | SIC58 Squadra Corse            | Honda NSF250R | 16   | +1.846    | 23°     | 8     |
| 9º   | 96 | Daniel Holgado     | Red Bull KTM Tech3             | KTM RC 250 GP | 16   | +1.943    | 1°      | 7     |
| 10º  | 95 | Collin Veijer      | Liqui Moly Husqvarna Intact GP | Husqvarna     | 16   | +2.019    | 5°      | 6     |
| 11º  | 55 | Romano Fenati      | Rivacold Snipers Team          | Honda NSF250R | 16   | +3.634    | 6°      | 5     |
| 12º  | 44 | David Muñoz        | Boé Motorsports                | KTM RC 250 GP | 16   | +4.003    | 21°     | 4     |
| 13º  | 66 | Joel Kelso         | CFMoto Racing PrüstelGP        | CFMoto        | 16   | +4.060    | 7°      | 3     |
| 14º  | 72 | Taiyo Furusato     | Honda Team Asia                | Honda NSF250R | 16   | +4.166    | 16°     | 2     |
| 15º  | 48 | Iván Ortolá        | Angeluss MTA                   | KTM RC 250 GP | 16   | +4.228    | 9°      | 1     |
| 16º  | 99 | José Antonio Rueda | Red Bull KTM Ajo               | KTM RC 250 GP | 16   | +4.707    | 17°     |       |
| 17°  | 31 | Adrián Fernández   | Leopard Racing                 | Honda NSF250R | 16   | +5.139    | 13°     |       |
| 18°  | 82 | Stefano Nepa       | Angeluss MTA                   | KTM RC 250 GP | 16   | +5.221    | 20°     |       |
| 19°  | 19 | Scott Ogden        | VisionTrack Racing             | Honda NSF250R | 16   | +5.589    | 15°     |       |
| 20°  | 43 | Xavier Artigas     | CFMoto Racing PrüstelGP        | CFMoto        | 16   | +7.934    | 14°     |       |
| 21°  | 6  | Ryusei Yamanaka    | GasGas Aspar Team              | Gas Gas       | 16   | +8.140    | 24°     |       |
| 22°  | 63 | Syarifuddin Azman  | MT Helmets - MSI               | KTM RC 250 GP | 16   | +22.445   | 22°     |       |
| 23°  | 38 | David Salvador     | CIP Green Power                | KTM RC 250 GP | 16   | +22.622   | 26°     |       |
| 24°  | 20 | Lorenzo Fellon     | CIP Green Power                | KTM RC 250 GP | 16   | +33.718   | 25°     |       |
| 25°  | 64 | Mario Aji          | Honda Team Asia                | Honda NSF250R | 16   | +34.010   | 27°     |       |
| 26°  | 10 | Diogo Moreira      | MT Helmets MSI                 | KTM RC 250 GP | 16   | +41.722   | 2°      |       |

### Ritirati
| Nº | Pilota          | Squadra            | Motocicletta  | Giri | Griglia |
| -- | --------------- | ------------------ | ------------- | ---- | ------- |
| 7  | Filippo Farioli | Red Bull KTM Tech3 | KTM RC 250 GP | 3    | 28°     |
| 70 | Joshua Whatley  | VisionTrack Racing | Honda NSF250R | 0    | 19°     |